# Hyperia (kolejka górska)
Hyperia – stalowa kolejka górska typu hyper coaster niemieckiej firmy Mack Rides, otwarta 24 maja 2024 roku w parku Thorpe Park w Chertsey w Wielkiej Brytanii. Elementem toru kolejki jest najwyższa inwersja w Europie o wysokości 168 ft (51,2 m). Najwyższa i najszybsza kolejka górska w Wielkiej Brytanii.

## Historia
2 listopada 2022 roku rada dystryktu Runnymede w hrabstwie Surrey wydało zgodę na realizację nowej atrakcji w parku Thorpe Park pod nazwą Project Exodus.
W grudniu 2022 roku rozpoczął się demontaż niektórych dekoracji, budynków i atrakcji w strefie Old Town (Stare Miasto) celem zrobienia miejsca pod nową atrakcję.
Na początku stycznia 2023 roku do parku dostarczono pierwsze elementy zbrojenia fundamentów roller coastera.
W kwietniu 2023 roku w terenie wytyczone zostały miejsca, w których wykonane zostaną fundamenty.
22 lipca 2023 roku do parku dostarczono pierwsze podpory nowej kolejki górskiej.
28 września 2023 roku do parku dotarły pierwsze fragmenty toru roller coastera.
9 października 2023 roku pierwsze podpory zostały ustawione na betonowych fundamentach.
5 października 2023 roku park ogłosił nazwę kolejki: Hyperia.
11 października 2023 roku na podporach umieszczono pierwsze fragmenty toru.
6 marca 2024 roku umieszczono ostatni fragment toru kolejki – szczyt głównego wzniesienia – tym samym kończąc budowę toru najwyższej kolejki górskiej w Wielkiej Brytanii.
27 marca 2024 roku podano datę otwarcia nowej kolejki górskiej: 24 maja 2024 roku.
12 kwietnia 2024 roku park zaprezentował pociągi roller coastera.
16 kwietnia 2024 roku odbył się pierwszy przejazd testowy.
24 maja 2024 roku atrakcja została otwarta dla gości parku.
25 maja 2024 roku, w wyniku problemów technicznych, atrakcja została zamknięta. Otwarto ją ponownie 12 czerwca 2024 roku.

## Opis przejazdu
Pociąg opuszcza stację i rozpoczyna natychmiast wjazd przy pomocy wyciągu łańcuchowego na pierwsze wzniesienie o wysokości 71,9 m, z którego zjeżdża pionowo w dół z jednoczesnym obrotem o 180° w lewo. Następnie pociąg znów zawraca, wykonując pierwszą inwersję – immelmann (wjazd połową pętli i obrót do pozycji nieodwróconej o 180° w prawo). Pociąg wykonuje potem trzecią już zmianę kierunku o 180° poprzez wjazd na strome wzniesienie z jednoczesnym skrętem w prawo i wychyleniem pociągu na zewnątrz łuku (outerbanked turn), z którego zjeżdża wykonując lewoskrętną beczkę (barrel roll downdrop). Czwarta zmiana kierunku o 180° następuje przez pętlę nurkującą (immelmann pokonywany w odwrotnym kierunku, tj. wjazd na wzniesienie z obrotem o 180° w lewo i zjazd połową pętli). Po przejeździe przez krótką sekcję kontrolnych hamulców magnetycznych, pociąg pokonuje figurę stengel dive (proste wzniesienie z przechyłem pociągu o ok. 90° w lewo), zakręt o 180° w prawo i ostatnie wzniesienie, po czym zostaje wyhamowany i wraca na stację.

## Tematyzacja
Tematyzacja kolejki nawiązuje do postaci Hyperii, córki greckiego boga Inachosa. Tor kolejki i podpory biało-złote; pociągi złote.

## Problemy techniczne
Już następnego dnia po otwarciu kolejki, tj. 25 maja 2024 roku, roller coaster został zamknięty z powodu awarii. Początkowo park zapowiadał szybkie ponowne otwarcie atrakcji, jednak 6 czerwca ogłoszono, że zamknięcie zostanie przedłużone do odwołania. Kilka dni później park ogłosił ponowne otwarcie atrakcji 12 czerwca 2024 roku.